# Nunatak Castor
O Nunatak Castor (65° 10′ S, 59° 55′ O) é um nunatak 3 milhas náuticas (6 km) a sudoeste do Nunatak Oceana no grupo de Nunataks Foca, fora da costa leste da Península Antártica. Primeiramente visto e mapeado como uma ilha em dezembro de 1893 por uma expedição de caça às focas norueguesa sob o comando de C.A. Larsen, que o batizou com o nome da costa da Península Antártica sob o comando do Capitão Morten Pedersen em 1893-94. A feição foi considerada como nunatak em 1902 pela Expedição Antártica Sueca sob o comando de Nordenskjold.
 Este artigo incorpora material em domínio público  de United States Geological Survey   , documento "Nunatak Castor" (conteúdo do Geographic Names Information System).